# Рубинштейн, Уильям
Уильям Рубинштейн (англ. William D. Rubinstein, 12 августа 1946, Нью-Йорк, Нью-Йорк — 1 июля 2024) — американско-британский историк и писатель. Его самая известная работа «Собственники: очень богатые люди в Британии со времён промышленной революции» описывает рост «сверхбогатых», класса, который, по его мнению, расширяется в геометрической прогрессии. 

## Ранние годы и образование
Рубинштейн родился в Нью-Йорке и получил образование в Суортмор-колледже и Университете Джонса Хопкинса в США.

## Карьера
Рубинштейн работал в Ланкастерском университете в Англии с 1974 по 1975 год, в Австралийском национальном университете в Канберре в 1976–1978 годах, в Университете Дикина в штате Виктория, Австралия, с 1978 по 1995 год, а с 1995 по 2011 год работал в Аберистуитском университете в Уэльсе. В Дикине у него была собственная кафедра истории, а в Аберистуите он был профессором истории. Также он был адъюнкт-профессором в Университете Монаша в Мельбурне.
Он был избранным членом Австралийской академии гуманитарных наук, Академии социальных наук Австралии и Королевского исторического общества. 
Он был президентом Еврейского исторического общества Англии с 2002 по 2004 год и был редактором статей о Великобритании и Содружестве (кроме Канады) во втором (2006 года) издании справочного издания The Encyclopedia Judaica. Он был редактором (1988–1995) Журнала Австралийского еврейского исторического общества (Виктория). Рубинштейн был одним из основателей Австралийской ассоциации еврейских исследований (основанной в 1987 году) и был её президентом в 1989–1991 годах.
В рамках почестей ко Дню рождения королевы в Австралии 2022 года он был награждён медалью Ордена Австралии (OAM) за заслуги перед высшим образованием и еврейской историей..

## Книги и статьи
Рубинштейн очень широко публиковался, его эссе и статьи появлялись в различных научных книгах и периодических изданиях в Австралии и за рубежом. Его книги переведены на финский, русский, французский, иврит, итальянский, китайский и японский языки. Он особенно известен своими исследованиями богатых классов в современной Британии, использованием завещаний и других налоговых отчётов, в таких работах, как «Собственники: очень богатые в Британии со времён промышленной революции» (1981) и «Капитализм, культура и упадок в Великобритании, 1750–1990» (1991; японский перевод — 1997). Вместе с Филипом Бересфордом он является соавтором книги «Самые богатые из богатых» (2007), отчёта о 250 самых богатых людях в британской истории со времён норманнского завоевания. Он также является автором «Списка 200 богатых австралийцев за всё время» (2004).
Рубинштейн — исследователь современной еврейской истории, его книги на эту тему включают «Историю евреев в англоязычном мире: Великобритания» (1996) и противоречивую работу «Миф о спасении» (1997), в которой утверждается, что союзники не смогли бы спасти больше евреев во время Холокоста. Историк Холокоста Дэвид Сезарани назвал «Миф о спасении» «полемикой, которая быстро угаснет, в то время как монументальную науку, которую она пытается очернить, историки и студенты по-прежнему будут обсуждать ещё долгие годы». Рубинштейн в ответ назвал взгляды Сезарани на эту тему «полностью лишёнными исторического баланса или контекста». Рубинштейн снялся в нескольких исторических документальных фильмах о Холокосте, в том числе в фильме BBC «Тайны мёртвых: бомбардировка Освенцима», премьера которого состоялась в США на канале PBS в январе 2020 года. 
Рубинштейн также исследовал темы, обсуждаемые историками-любителями, но игнорируемые академическими учёными. Его «Теневое прошлое» (2007) исследует такие темы, как убийство президента Кеннеди, проблему Джека-Потрошителя и вопрос об авторстве Шекспира.

## Личная жизнь и смерть
Рубинштейн умер 1 июля 2024 года в возрасте 77 лет. Его жена Хилари Л. Рубинштейн также является историком.